# Molossus barnesi
Molossus barnesi là một loài động vật có vú trong họ Dơi thò đuôi, bộ Dơi. Loài này được Thomas mô tả năm 1905.

## Hình ảnh

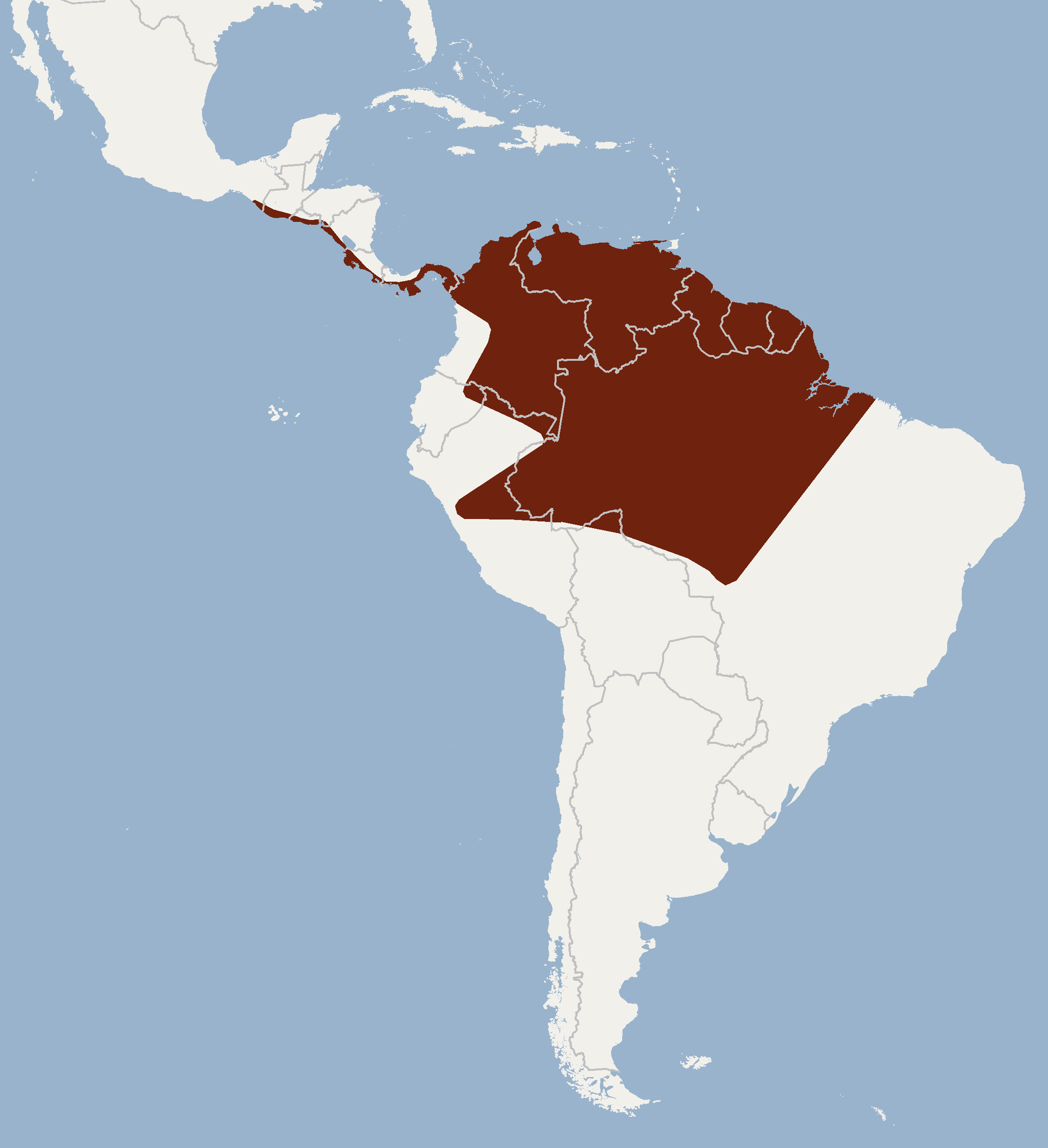